# Pseudoclimaciella ivoiriensis
Pseudoclimaciella ivoiriensis is een insect uit de familie van de Mantispidae, die tot de orde netvleugeligen (Neuroptera) behoort. 
Pseudoclimaciella ivoiriensis is voor het eerst wetenschappelijk beschreven door Poivre in 1982.